# システイン酸
システイン酸（システインさん、cysteic acid）は、システイン代謝の中間体であり、アミノ酸の一種である。

## 概要
システイン酸はシステインのチオール基がスルホ基に置換したものに相当し、プロトンがスルホ基からアミノ基に移動して分子内塩を形成している。システインの臭素などによる酸化反応で生成し、天然には毛髪の表面付近に分布する。毛髪の過マンガン酸カリウムによる酸化反応で単離された。
水溶液を高圧下で240℃、4日間加熱すると脱炭酸を起こしてタウリンに変化する。